# Miasta w Wenezueli
Według danych oficjalnych pochodzących z 2011 roku Wenezuela posiadała ponad 120 miast o ludności przekraczającej 20 tys. mieszkańców. Największym miastem jest stolica kraju Caracas, które razem z miastami Maracaibo i Valencia liczyli ponad milion mieszkańców; 2 miasta z ludnością 500÷1000 tys.; 42 miasta z ludnością 100÷500 tys.; 41 miasto z ludnością 50÷100 tys.; 37 miast z ludnością 25÷50 tys. oraz kilka miast poniżej 25 tys. mieszkańców.

## Największe miasta w Wenezueli
Największe miasta w Wenezueli według liczebności mieszkańców (stan na 30.10.2011):
| L.p. | Miasto         | Stan             | Liczba ludności |
| ---- | -------------- | ---------------- | --------------- |
| 1.   | Caracas        | Distrito Capital | 1 942 652       |
| 2.   | Maracaibo      | Zulia            | 1 898 770       |
| 3.   | Valencia       | Carabobo         | 1 378 958       |
| 4.   | Barquisimeto   | Lara             | 936 065         |
| 5.   | Ciudad Guayana | Bolívar          | 672 651         |
| 6.   | Maturín        | Monagas          | 447 283         |
| 7.   | Maracay        | Aragua           | 401 294         |
| 8.   | Barcelona      | Anzoátegui       | 382 881         |
| 9.   | Petare         | Miranda          | 372 470         |
| 10.  | Ciudad Bolívar | Bolívar          | 335 208         |

## Alfabetyczna lista miast w Wenezueli
Spis miast Wenezueli powyżej 20 tys. mieszkańców z 2011 roku (czcionką pogrubioną wydzielono miasta powyżej 1 mln):
- Acarígua
- Araure
- Altagracia de Orituco
- Altagracia (Los Puertos de Altagracia)
- Anaco
- Aragua de Barcelona
- Bachaquero
- Barcelona
- Barinas
- Barinitas
- Barquisimeto
- Baruta
- Biruaca
- Boconó
- Cabimas
- Cabudare
- Cagua
- Caicara del Orinoco
- Calabozo
- Cantaura
- Caraballeda
- Caracas
- Caripito
- Carora
- Carrizal
- Carúpano
- Catia La Mar
- Caucagüita
- Chacao
- Charallave
- Chivacoa
- Ciudad Bolívar
- Ciudad Guayana
- Ciudad Ojeda
- Cocorote
- Concepción
- Coro (Sta. Ana de Coro)
- Cúa
- Cumaná
- Ejido
- El Cafetal
- El Cartanal
- El Consejo
- El Hatillo
- El Limón
- El Tigre
- El Tocuyo
- El Vigía
- Guacara
- Guanare
- Guarenas
- Guasdualito
- Guatire
- Guanta
- Güigüe
- La Asunción
- La Concepción
- La Dolorita
- La Fría
- La Guaira
- La Victoria
- La Villa del Rosario (Rosario)
- Lagunillas
- Las Tejerías
- Lechería
- Los Dos Caminos
- Los Teques
- Machiques
- Maiquetía
- Maracaibo
- Maracay
- Mariara
- Maturín
- Mérida
- Morón
- Nirgua
- Ocumare del Tuy
- Palmira
- Palo Negro
- Pariaguán
- Petare
- Píritu (Puerto Píritu)
- Porlamar
- Puerto Ayacucho
- Puerto Cabello
- Puerto la Cruz
- Punta Cardón
- Punta de Mata
- Punto Fijo
- Quibor
- Rubio
- San Antonio de Los Altos
- San Antonio del Táchira
- San Carlos de Austria
- San Carlos del Zulia
- San Cristóbal
- San Felipe
- San Fernando de Apure
- San Joaquín
- San José de Guanipa
- San Josecito
- San Juan Bautista
- San Juan de Colón (Colón)
- San Juan de Los Morros
- San Mateo
- San Rafael del Moján
- Santa Bárbara
- Santa Cruz de Mara
- Santa Lucía
- Santa Rita
- Santa Teresa del Tuy
- Socopó
- Tacarigua
- Táriba
- Tinaquillo
- Trujillo
- Tucupita
- Turmero
- Upata
- Ureña
- Valencia
- Valera
- Valle de la Pascua
- Villa Bruzual
- Villa de Cura
- Villa Rosa
- Yaritagua
- Zaraza